# فاگوتینی

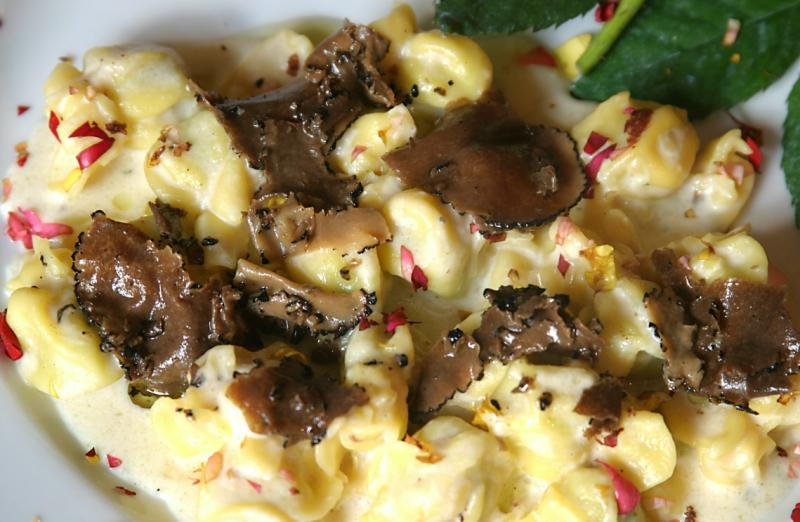
نوعی غذای درست شده با فاگوتینی

فاگوتینی (به ایتالیایی: Fagottini) نوعی پاستای مربع‌شکل ایتالیایی است که داخل آن با سبزیجاتی همچون هویج و لوبیاسبز بخارپزشده، پیاز، پنیر ریکوتا و روغن زیتون پر شده است.